# اچ‌ام‌اس پوتنهام (ام۲۷۸۴)
اچ‌ام‌اس پوتنهام (ام۲۷۸۴) (به انگلیسی: HMS Puttenham (M2784)) یک کشتی بود. این کشتی در سال ۱۹۵۶ ساخته شد.